# 859 Bouzareah
Bouzareah (asteroide 859) é um asteroide da cintura principal com um diâmetro de 73,97 quilómetros, a 2,8993101 UA. Possui uma excentricidade de 0,1037801 e um período orbital de 2 125,29 dias (5,82 anos).
Bouzareah tem uma velocidade orbital média de 16,55970911 km/s e uma inclinação de 13,53098º.
Esse asteroide foi descoberto em 2 de Outubro de 1916 por Frédéric Sy.
Foi nomeado por Bouzaréah, local do observatório onde foi descoberto e um subúrbio de Argel.